# Jirès Kembo-Ekoko
Jirès Kembo Ekoko (* 8. ledna 1988, Kinshasa) je bývalý francouzsko-konžský profesionální fotbalista, který hrál na pozici útočníka. Je adoptivním bratrem Kyliana Mbappého a Ethana Mbappého.

## Raná kariéra
Jirès Kembo Ekoko se narodil v Kinshase v Zairu, v šesti letech se přestěhoval do Francie a žil v Bondy se svým strýcem a starší sestrou. Jeho matka se ho rozhodla poslat do Evropy za vzděláním, zatímco ona zůstala v Zairu. Kembo Ekoko je adoptivním bratrem Kyliana Mbappého a Ethana Mbappého.
V jeho devíti letech podepsal smlouvu s mládežnickým klubem AS Bondy. O čtyři roky podepsal smlouvu s mládežnickým klubem Clairefontaine. Po třech letech přestoupil do Rennes. Díky svým technickým dovednostem dostal od spoluhráčů přezdívku „Kembinho“. V roce 2006 podepsal svou první profesionální smlouvu s klubem Stade Rennais FC.

## Úspěchy

### Klubové

#### Al Ain[4]
- 2× vítěz UAE Arabian Gulf League (2013/13, 2014/15)
- 1× vítěz UAE Super Cup (2013)

#### El Jaish SC[4]
- 1× vítěz Qatar Cup (2014)